# Giuseppe Bonizzoni
Giuseppe Bonizzoni (Genivolta, 22 aprile 1908 – Cremona, 21 luglio 1976) è stato un allenatore di calcio e calciatore italiano, di ruolo difensore.
Era lo zio di Luigi Bonizzoni.

## Caratteristiche tecniche
Iniziò la carriera nelle giovanili come mediano sinistro per poi evolversi nel ruolo di terzino, che mantenne per tutta la carriera. Non dotato di un fisico possente, come spesso si addiceva ai difensori del suo periodo, possedeva una grinta e una velocità in fase difensiva che lo rendevano assai ostico all'attaccante avversario di turno.
(da Il Corriere della Sera, 23 dicembre 1931)

## Carriera

### Giocatore
Bonizzoni iniziò la propria carriera nelle file della Cremonese nel 1925. Con la Cremonese disputò un campionato di Prima Divisione (1925/1926) e due di Divisione Nazionale (1926/1927 e 1927/1928), i massimi campionati nazionali dell'epoca. Nel 1929/1930 fece parte della rosa grigiorossa che partecipò alla prima edizione della Serie A, ma non scese mai in campo e a fine stagione retrocedette in Serie B.
Dopo la retrocessione della Cremonese passò al Milan, nel quale militò per nove stagioni, dal 1931 al 1940, giocate tutte da titolare tranne l'ultima, formando una solida coppia difensiva con Luigi Perversi. In totale disputò 266 partite ufficiali con la maglia rossonera, di cui 248 in Serie A, dove esordì il 20 settembre 1931 a San Siro contro la Fiorentina (1-1)
Nel 1940 passò al Padova dove giocò come titolare l'ultima stagione prima del suo ritiro, avvenuto nel 1941.

### Allenatore
Subito dopo essersi ritirato ha allenato per una stagione la Cremonese.

## Statistiche

### Presenze e reti nei club
| Stagione        | Squadra         | Campionato      | Campionato | Campionato | Coppe nazionali | Coppe nazionali | Coppe nazionali | Coppe continentali | Coppe continentali | Coppe continentali | Altre coppe | Altre coppe | Altre coppe | Totale | Totale |
| Stagione        | Squadra         | Comp            | Pres       | Reti       | Comp            | Pres            | Reti            | Comp               | Pres               | Reti               | Comp        | Pres        | Reti        | Pres   | Reti   |
| --------------- | --------------- | --------------- | ---------- | ---------- | --------------- | --------------- | --------------- | ------------------ | ------------------ | ------------------ | ----------- | ----------- | ----------- | ------ | ------ |
| 1931-1932       | Milan           | A               | 32         | 0          | -               | -               | -               | -                  | -                  | -                  | -           | -           | -           | 32     | 0      |
| 1932-1933       | Milan           | A               | 30         | 0          | -               | -               | -               | -                  | -                  | -                  | -           | -           | -           | 30     | 0      |
| 1933-1934       | Milan           | A               | 34         | 0          | -               | -               | -               | -                  | -                  | -                  | -           | -           | -           | 34     | 0      |
| 1934-1935       | Milan           | A               | 30         | 1          | -               | -               | -               | -                  | -                  | -                  | -           | -           | -           | 30     | 1      |
| 1935-1936       | Milan           | A               | 27         | 1          | CI              | 1               | 0               | -                  | -                  | -                  | -           | -           | -           | 28     | 1      |
| 1936-1937       | Milan           | A               | 30         | 0          | CI              | 6               | 0               | -                  | -                  | -                  | -           | -           | -           | 36     | 0      |
| 1937-1938       | Milan           | A               | 27         | 0          | CI              | 4               | 0               | CEC                | 2                  | 0                  | -           | -           | -           | 33     | 0      |
| 1938-1939       | Milan           | A               | 29         | 0          | CI              | 4               | 0               | -                  | -                  | -                  | -           | -           | -           | 33     | 0      |
| 1939-1940       | Milan           | A               | 9          | 0          | CI              | 1               | 0               | -                  | -                  | -                  | -           | -           | -           | 10     | 0      |
| Totale Milan    | Totale Milan    | Totale Milan    | 248        | 2          |                 | 16              | 0               |                    | 2                  | 0                  |             | -           | -           | 266    | 2      |
| Totale carriera | Totale carriera | Totale carriera | ?          | ?          |                 | ?               | ?               |                    | ?                  | ?                  |             | ?           | ?           | ?      | ?      |

## Palmarès

### Club

#### Competizioni nazionali
- Serie C: 1

Cremonese: 1941-1942